# Neu! 4
Neu! 4 è il quarto album in studio del duo tedesco Neu!. Registrato nel 1985 l'album è rimasto inedito per circa dieci anni per poi essere pubblicato nel 1995 in concomitanza all'uscita del disco dal vivo Neu!'72 Live!.

## Tracce
1. Nazionale - 3:12
2. Crazy - 3:16
3. Flying Dutchman - 3:56
4. Schöne Welle (Nice Wave) - 4:25
5. Wave Naturelle - 5:37
6. Good Life (Random-Rough) - 3:53
7. 86 Commercial Trash - 3:14
8. Fly Dutch II - 5:05
9. Dänzing - 5:10
10. Quick Wave Machinelle - 3:48
11. Bush-Drum - 3:02
12. La Bomba (Stop Apartheid World-Wide!) - 6:03
13. Good Life - 3:45
14. Elanoizan - 3:27

## Formazione
Gruppo
- Klaus Dinger - voce, chitarre, batteria, percussioni, tastiere
- Michael Rother - chitarre, tastiere, basso

Musicisti aggiuntivi
- Gigi - batteria
- Konrad - basso
- Jochen - voce
- Birgit - voce